# Kazunori Kan
Kazunori Kan (født 11. november 1985) er en japansk fodboldspiller, som spiller for den japanske fodboldklub Tochigi SC.